# Логгин
Ло́ггин (Ло́нгин) (греч. Λογγῖνος — возможно, от лат. longinus — «длинный», «долгий»; или от греч. λόγχη — «копьё») — мужское имя, заимствованное в русский язык из греческого, в наши дни крайне редкое.
Существует и фамилия Логинов, гораздо более распространённая, чем имя, от которого происходит.

## Известные носители
- Логгин (инок Прилуцкого монастыря)
- Логгин Коряжемский — преподобный Русской православной церкви.
- Логгин (преподобный яренгский)
- Лонгин или Логгин — имя римского сотника, бывшего в страже при распятии Иисуса Христа и пронзившего его мёртвое тело копьём (Копьё Лонгина). Память святого Лонгина совершается в Православной церкви 16 октября (по юлианскому календарю), в Католической церкви — 15 марта.